# はじめてのハガキ印刷
はじめてのハガキ印刷（-いんさつ）はアイアールティが販売しているはがき作成ソフトウェアである。同社の「激安革命シリーズ」のうちのひとつ。
パッケージソフトウェアとして販売する一方、ベクターからダウンロード販売も行っている。
最新版のはじめてのハガキ印刷23には、「誰でもできる写真編集Lite2」が付属しており、写真編集が可能となっている。

## バージョン履歴
- 2006年6月28日: はじめてのハガキ印刷発売[1]
- 2007年6月26日: はじめてのハガキ印刷2発売[2]
- 2009年8月7日: はじめてのハガキ印刷3発売[3]
- 2011年11月11日: はじめてのハガキ印刷4発売[4]
- 2012年11月9日: はじめてのハガキ印刷5発売[5]
- 2013年10月11日: はじめてのハガキ印刷6発売[6]
- 2015年10月9日: はじめてのハガキ印刷7発売[7]
- 2016年10月14日: はじめてのハガキ印刷8発売[8]
- 2017年10月13日: はじめてのハガキ印刷9発売[9]
- 2018年10月19日: はじめてのハガキ印刷10発売[10]
- 2019年6月21日: はじめてのハガキ印刷20発売[11]
- 2020年6月19日: はじめてのハガキ印刷21発売[12]
- 2021年6月18日: はじめてのハガキ印刷22発売[13]
- 2022年7月15日: はじめてのハガキ印刷23発売[14]
- 2024年7月19日: はじめてのハガキ印刷 通年対応版発売[15]